# 福岡大博覧会 (1975年)
新幹線博多開通記念 福岡大博覧会（しんかんせんはかたかいつうきねん ふくおかだいはくらんかい）は、1975年（昭和50年）3月15日から5月27日まで福岡県福岡市で開催された博覧会。略称は福岡博。「人間、自然、科学のシンフォニー」をテーマに、約100社の企業が参加し約214万3,000人が来訪する、九州で開催された博覧会の中では過去最大規模となった。
1975年3月10日の山陽新幹線博多駅延伸開業を記念して開催された。

## 主要役員
出典：
- 名誉総裁：高松宮宣仁親王
- 名誉会長：亀井光（福岡県知事）・進藤一馬（福岡市長）
- 会長：福田利光（西日本新聞社社長）
- 副会長：山崎英顕（福岡県副知事）・武田隆輔（福岡市助役）・井手純二（西日本新聞社専務取締役）
- 企画監修：岡本太郎（画家）
- 名誉顧問：三木武夫（内閣総理大臣）・藤井松太郎（国鉄総裁）ほか
- 特別顧問：九州・山口各県選出の国会議員、福岡県議会・福岡市議会議長、福岡県・福岡市教育委員会委員長・教育長、松本英一（日中友好協会（正統）福岡県本部長）、鍋島直紹（ドレスデン美術館展日本側代表委員）、平井富三郎（新日本製鐵社長）、永倉三郎（九州電力社長）、吉本弘次[注釈 1]（西日本鉄道社長）、野口義夫（テレビ西日本社長）
- 顧問：議長を除く福岡県議会・福岡市議会の全議員、福岡県以外の九州・山口各県の知事・教育委員長・教育長、谷伍平（北九州市長）、太田博太郎（九州芸術工科大学学長）前田光嘉（日本道路公団総裁）、木村秀弘（日本専売公社総裁）、笹川良一（日本船舶振興会会長）、平山孝（日本観光協会会長）、西村純平（日本貿易振興会理事長）、蟻川五二郎（九州商工会議所連合会会長・福岡商工会議所会頭）、小林幸三郎（RKB毎日放送社長）、八幡次郎（九州朝日放送社長）、安浪栄基（福岡放送社長）、永倉三郎（サガテレビ社長）、テレビ長崎社長、テレビ熊本社長、鹿児島テレビ社長、テレビ大分社長、テレビ宮崎社長
- 常任参与：桑原敬一（福岡県副知事）など福岡市助役、公社・省庁の九州局長・九州支社長、日本放送協会福岡放送局局長、日中友好協会（正統）福岡県理事長、新日本製鐵八幡製鉄所所長
- 参与：福岡県庁総務部長・商工水産部長、福岡市役所各局長、福岡県を除く九州・山口各県の県議会議長・観光連盟会長・校長会会長・PTA連合会長、福岡市・北九州市を除く福岡県下の市長、福岡市を除く福岡県下の市議会議長・教育委員長・教育長、福岡県町村会会長、福岡県町村議長会会長ほか

## 会場
1927年（昭和2年）に東亜勧業博覧会、1966年（昭和41年）に福岡大博覧会が開催され、博覧会会場のメッカとなっていた福岡市の大濠公園東岸に会場が建設された。会場面積は、地上の13万5,000平方メートルと水面の約20万平方メートルを合わせた、約33万5,000平方メートルに及んだ。
会場のレイアウトは、岡本太郎が主宰していた現代芸術研究所が行った。会場ゲートをはじめ、トラス構造やテントが多用することで、工期を短縮することができた。

### ハイライト
開幕前日の3月14日には、コンパニオン50人が博多駅前でPR活動をした。
3月15日午前9時に開会式が行われ、名誉会長と会長によるテープカットで開幕した。開会式では、福岡市の姉妹都市であるオークランドから国際電話で祝辞が寄せられたほか、公募されたテーマ曲「あなたのふくおか」が高校生の歌唱で披露された。
4月から5月にかけて、ハワイやブラジル、カリフォルニア州（アメリカ）からの移民の里帰り訪問団が来訪した。
目標入場者数は250万人だったが、72日間の入場者数は214万3,369人に留まった。

### パビリオン

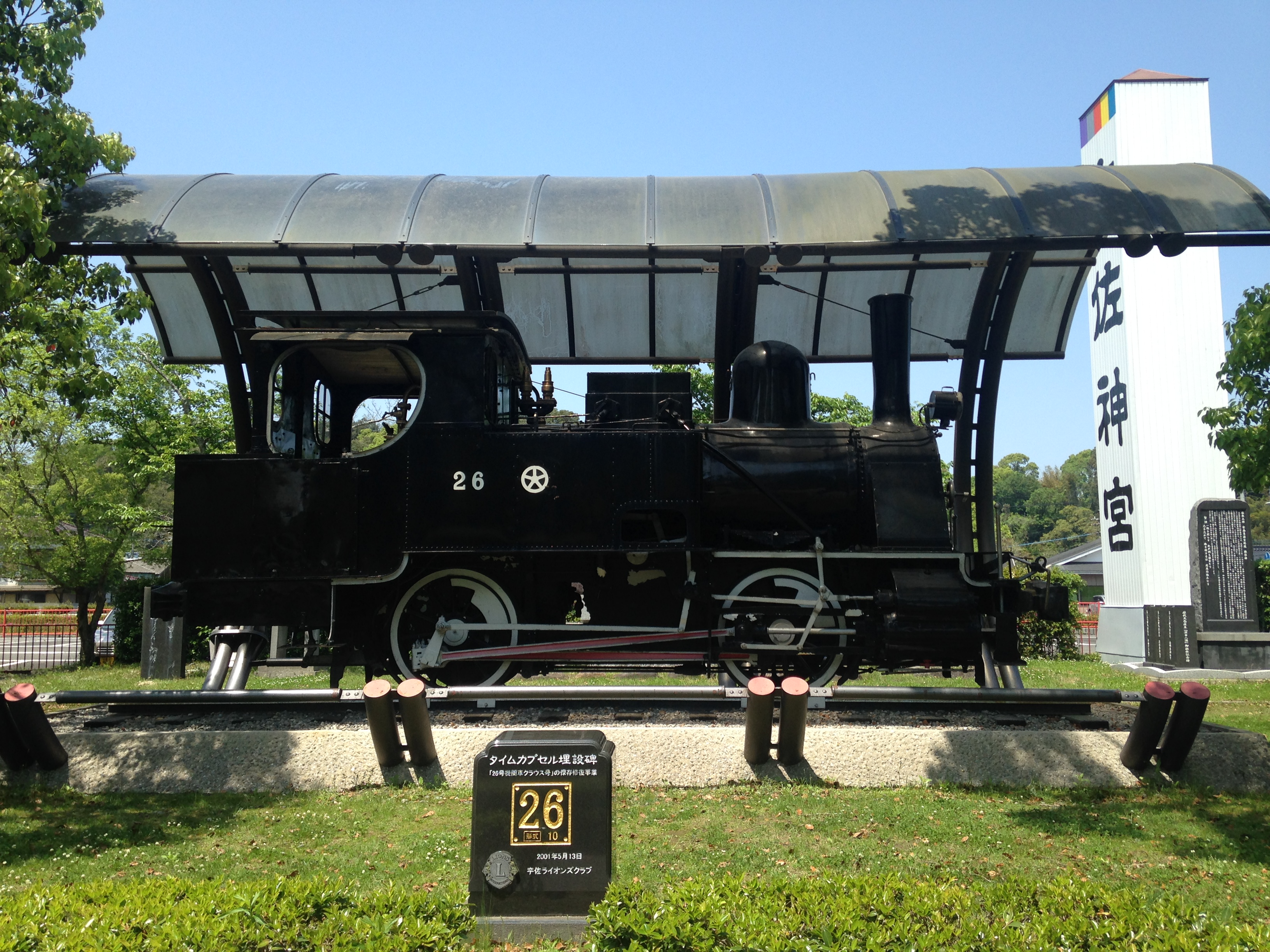
宇佐神宮（大分県宇佐市）で展示されていた「26」は、ひかり館で屋外展示された。

パビリオンには通し番号が振られていた。320人のコンパニオンのコスチュームは、千代田被服（現・チヨダ）が製作・納入した。
1 ひかり館
会場ゲートから最も近い場所にあった、日本国有鉄道のパビリオン。名称は新幹線「ひかり」から採られ、パビリオンの建物も新幹線0系電車と同じ白地に青線の塗装だった。屋内では、シミュレーターを兼ねた0系電車の先頭部分やリニアモーターカーML100の実物大模型、鉄道模型のジオラマが展示されたほか、屋外では1891年（明治24年）に九州鉄道の門司-玉名間で使われた国鉄10形蒸気機関車「26」や国鉄C55形蒸気機関車が展示された。館内展示は、乃村工藝社が製作した。
2 船舶館
ひかり館の横にあった、日本船舶振興会・日本海事広報協会によるテント張りのパビリオン。「人と海の物語」をテーマに、海運の変遷や現状を船舶模型を交えて展示した。
3 高速道路館
日本道路公団・道路施設協会のパビリオン。計画中の高速道路網が展示されたほか、屋外にはゴーカートのコースがあった。
4 電気通信館
日本電信電話公社のパビリオン。ファクシミリやテレビ電話、データ通信の実演が展示された。
5 旅へのいざない館
福岡市と30都道府県、観光協会、富士急行、博多大丸が共同出展したパビリオン。模型やパネルなどで、各地の観光名所を展示した。
6 専売館
日本専売公社のパビリオン。過去に販売されたたばこや、空き箱を利用した紙細工、紙巻きたばこの製造ラインが展示された。
7 都市と交通館
福岡市のパビリオン。明治時代の路面電車の実物大模型から始まり、新交通システムとして開発が進んでいたCVSの運行ジオラマや、試乗が可能な実物大模型が展示された。
8 郷土館
福岡県のパビリオン。「光は西から」をテーマに、九州で取り入れられた海外の文化を珍敷塚古墳や竹原古墳などの装飾古墳の壁画、遣明船のパネル、火縄銃などを展示して紹介した。
9 ?館
西日本新聞社と北九州コカ・コーラボトリングのパビリオン。自動運転のカートに乗り、全周全天映像の中を進むパビリオン。
10 ドレスデン美術館
西日本新聞が出展したパビリオン。ドイツ民主共和国（東ドイツ）のドレスデン国立美術館に収蔵されている伊万里焼を、「古伊万里名品展」として250年ぶりの里帰り展示を行った。日本側代表委員は、旧鹿島藩主鍋島氏の第15代当主である鍋島直紹だった。閉幕後、京都（京都高島屋）、佐賀（佐賀県立博物館）、東京（日本橋高島屋）、名古屋（名鉄百貨店）で巡回展示された。
11 福岡みやげ菓子市
明月堂や左衛門、東雲堂、千鳥屋、石村萬盛堂、ひよ子、九十九島せんぺい、村岡総本舗など地元の菓子メーカーによる銘菓の即売と、博多人形、博多織、八女茶の実演販売が行われた。
12 中国物産即売館
ユニードなど小売・貿易会社からなる西日本国際貿易促進会による、中国製の工芸品や民芸品、食料品、切手などの即売会場。外壁には後付けの「日中平和友好条約を早く締結しましょう!」の表記があった。
13 国際バザール
福岡玉屋が出店し、1万種類の世界各国の物品が販売された。
14 エネルギー館
九州電力のパビリオン。サンシャイン計画に関連する太陽光発電や地熱発電、燃料電池が展示された。
15 くらしの科学館
ベスト電器と家電製品製造メーカー、マキタや九州変圧器（現・キューヘン）、ブリヂストンタイヤ、宇部興産（現・UBE）など電気製品メーカー、福岡県防犯協会連合会が共同出展したパビリオン。アナグリフ式立体テレビ放送や60台のテレビ受像機による360度撮影を体験できた。
16 楽しい生活館
富士重工（現・SUBARU）や味の素、フランスベッド、二田産業（後のフタタ）、旭光学工業(現・PENTAX）、東洋陶器（現・TOTO）、アサヒペン、航空会社3社（日本航空、全日本空輸、東亜国内航空）、日本デザイナークラブなどの共同出展パビリオン。富士重工がFA-200軽飛行機の実機、航空会社が旅客機の模型とスチュアーデスの制服を展示したほか、日本デザイナークラブが服飾100年史と題してファッションの歴史を展示した。
17 ホンダ館
本田技研工業のパビリオン。ホンダ・RA300や各種オートバイの実車が展示されたほか、屋外ではオートバイの運転教室が開催された。
18 ヤクルト笑いの健康館
ヤクルトのパビリオン。笑いをテーマに、歪んだ鏡や笑顔の動物のお面などが展示された。
19 人類と地球館
西日本新聞と新日本製鐵が共同出展したパビリオン。「豊かな人間社会」をテーマに、11面のマルチスクリーンによる映写などで自然環境や資源の尊重、均衡ある人間社会を描いた。
20 国際友情館
オーストラリア政府とニュージーランド政府観光局、福岡市の姉妹都市であるオークランドのパビリオン。各地の自然や観光名所を写真パネルで紹介した。
21 中華人民共和国館
中華人民共和国政府のパビリオン。「のびゆく新中国をみよう」をテーマに、大慶油田や大寨村のジオラマと共に「工業は大慶に学ぼう」「農業は大寨に学ぼう」のスローガンが紹介されたほか、彫刻、絵画が展示された。パビリオンの入口には、日章旗と五星紅旗と共に、日中友好協会の名誉会長郭沫若による「中日両国人民世世代代友好下去（中日国民は子々孫々の代まで友好的につき合おう）」の揮毫が飾られた 。
22 月星仲よしランド・お菓子の国
月星化成（現・ムーンスター）と福岡県菓子工業組合が出展した、強化ポリエステル製の動物の実物大模型や、ぬいぐるみで作られた「おとぎの国」が展示されたほか、着ぐるみショーが開催された。お菓子の国は、寒梅粉（微塵粉）で作られた天守閣や四季の花、孔雀などの鳥類が展示された。
スリラー館
月星仲よしランド・お菓子の国に併設された、クリエイティブプランニングセンター出展のお化け屋敷。
23 お祭り広場
西日本新聞社出展。小倉祇園太鼓や花笠踊などの伝統芸能や、歌謡曲のコンサート、マジックショー、バレエ、プロレス興行などが開催された。

### 屋外展示
山笠
博多祇園山笠振興会が飾り山笠を出展した。表は巴御前を題材にした「勇婦武勲の誉」、見送りは「桃太郎」。
サボテン園
宮崎交通が出展した。
アサヒブロントサウルス
日本ゴム（現・アサヒシューズ）が出展したブロントザウルスの実物大模型。大濠公園の池の中に作られ、首を上下に動かし口から水を吐き出すことができた。
プレイランド
会場南端にあった遊園地。高さ13.5mのジェットコースター「ジェットスター2」などの遊具が設置された。
バイコロジー広場
日本自転車産業振興協会ほか、自転車製造メーカーが出展した、各種自転車のサイクリングパーク。

### 休憩施設・レストラン
福岡酒造組合と福岡県農業協同組合、明治製菓（現・明治）、資生堂（花と風のプラザ）が無料休憩所を出店したほか、日本ケンタッキー・フライド・チキンやミスタードーナツ、日本コカ・コーラ、森永乳業（ミルクショップ森永）、玉屋（スナック玉屋）、JA全農ふくれん、福岡ユーハイム、宮崎交通、ナイルカレーなどが飲食物のスタンド、ロイヤル（現・ロイヤルホールディングス）や八洋食品などの県内の飲食店・食品製造会社がレストランを出店した。

### 売店
博覧会の記念品や世界の記念切手、太平洋クラブライオンズのグッズ、メルシャンの博覧会記念ボトル、レコードなどの販売スタンドがあった。

### 写真スタンド
小西六写真工業（後にコニカ、現・コニカミノルタ）とコダック（愛と美と写真の広場）、富士フイルムがDPEと写真フィルム販売のスタンドを出店した。

## 閉幕後

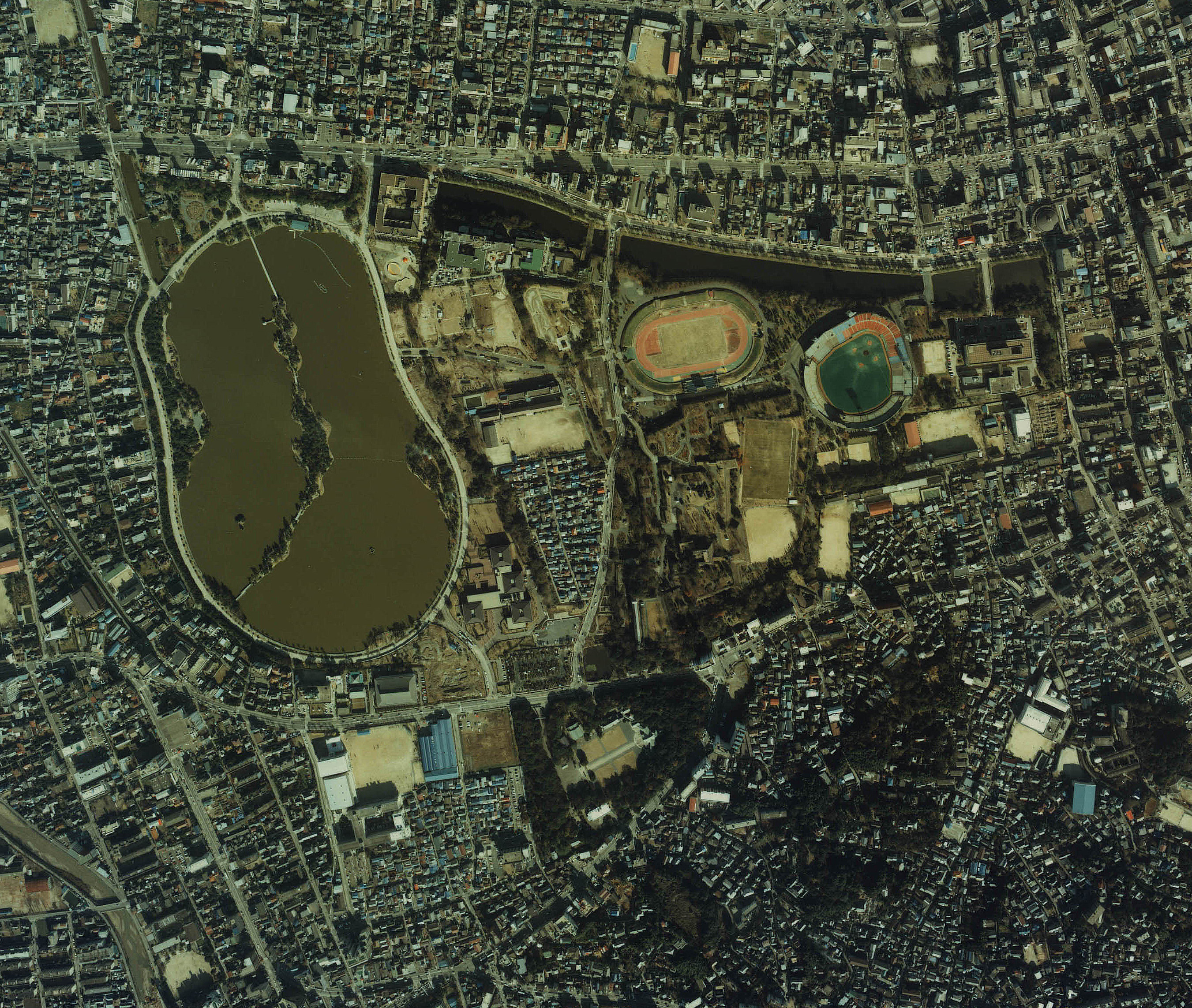
1981年（昭和56年）の大濠公園付近の航空写真。公園東部の会場跡地でふくおか'82大博覧会の準備が始まっている。跡地南部には、福岡市美術館（複数の正方形が組み合わさった建物）が完成し、その西隣では日本庭園の造成が始まっている。

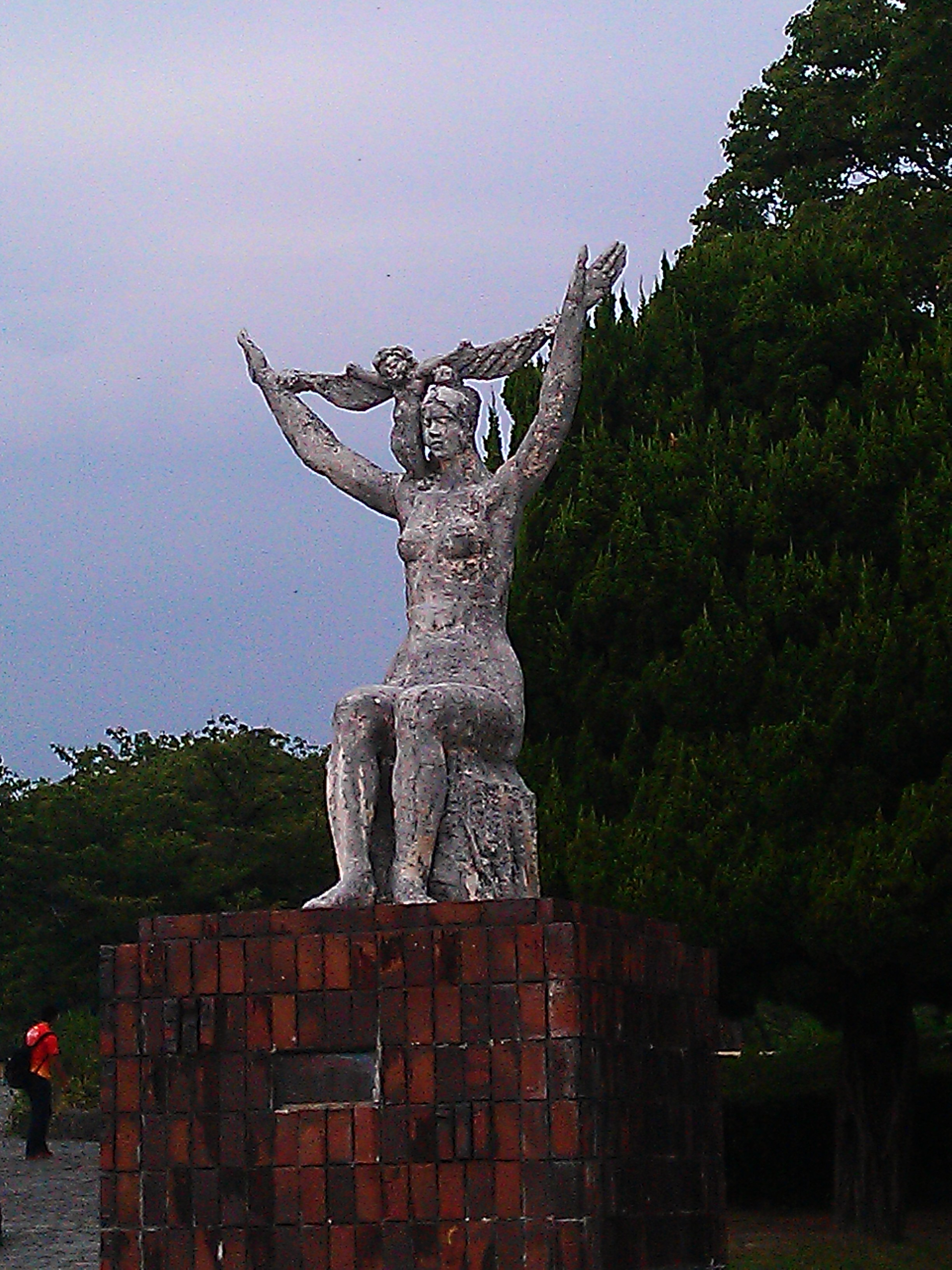
現存するデーメーテールの石像

閉幕後、会場跡地は再開発され、北端に児童遊園（くじら公園）、南端には1979年（昭和54年）に福岡市美術館が開館した。1982年（昭和57年）3月19日から5月30日には、会場跡地の北部でふくおか'82大博覧会が開催された。会場跡地中央にあたる大濠公園の東側に、デーメーテールの石像（原田新八郎・作）が現存する。

## その他
開会に合わせて、博多どんたくがある5月上旬のみ運行される福岡市内線の花電車が、3月14日から3月17日に特別運行された（スポンサーも同じ日立製作所）。車両は、「SLと新幹線」「因幡の白兎」の2両があった。

## 関連作品
「サザエさんのふるさと」 『サザエさん』
1975年3月16日放送（作品番号No.839）。磯野家一家が「ある人物」の招待で福岡に里帰りすることとなり、物語のラストに福岡博の正面入口やブロントサウルス模型が登場する。